# Automobil- und Spielzeugmuseum Nordsee
Das Automobil- und Spielzeugmuseum Nordsee ist ein Museum für Oldtimer im niedersächsischen Norddeich.

## Geschichte
Der Stuttgarter Michael Klein eröffnete im November 2002 das Automuseum im Stadtteil Norddeich in Norden. Eine zweite Quelle bestätigt das Jahr 2002, während das Museum selber 2001 nennt. Eine Quelle von 2014 nennt die Stadt Pinneberg als Betreiber.
Seit dem Tod von Michael Klein im August 2020 leitet sein Sohn Ferdinand das Museum. Die Ausstellungsfläche umfasst etwa 2000 Quadratmeter. Es ist im Sommer täglich geöffnet, im Winter nur an den Wochenenden.

## Ausstellungsgegenstände
Das Museum stellt 40 Motorräder, 20 Mopeds, 55 Autos, zwei Lastkraftwagen, zehn Motoren und Rennwagen aus.
Im Museum werden verschiedene Themenbereiche unter den Bezeichnungen The American Dream, Stars und Sternchen, Die Geschichte des Rallyesports, Raub, Motor und Terror, 100 Jahre Motorradgeschichte, Kinderträume der Vergangenheit, Ahoi! und Vom Gebrauchsgut zum Kultobjekt behandelt.
Im Spielzeugmuseum werden neben Spielzeug auch Kuscheltiere von Steiff und Spielautos von Schuco präsentiert.

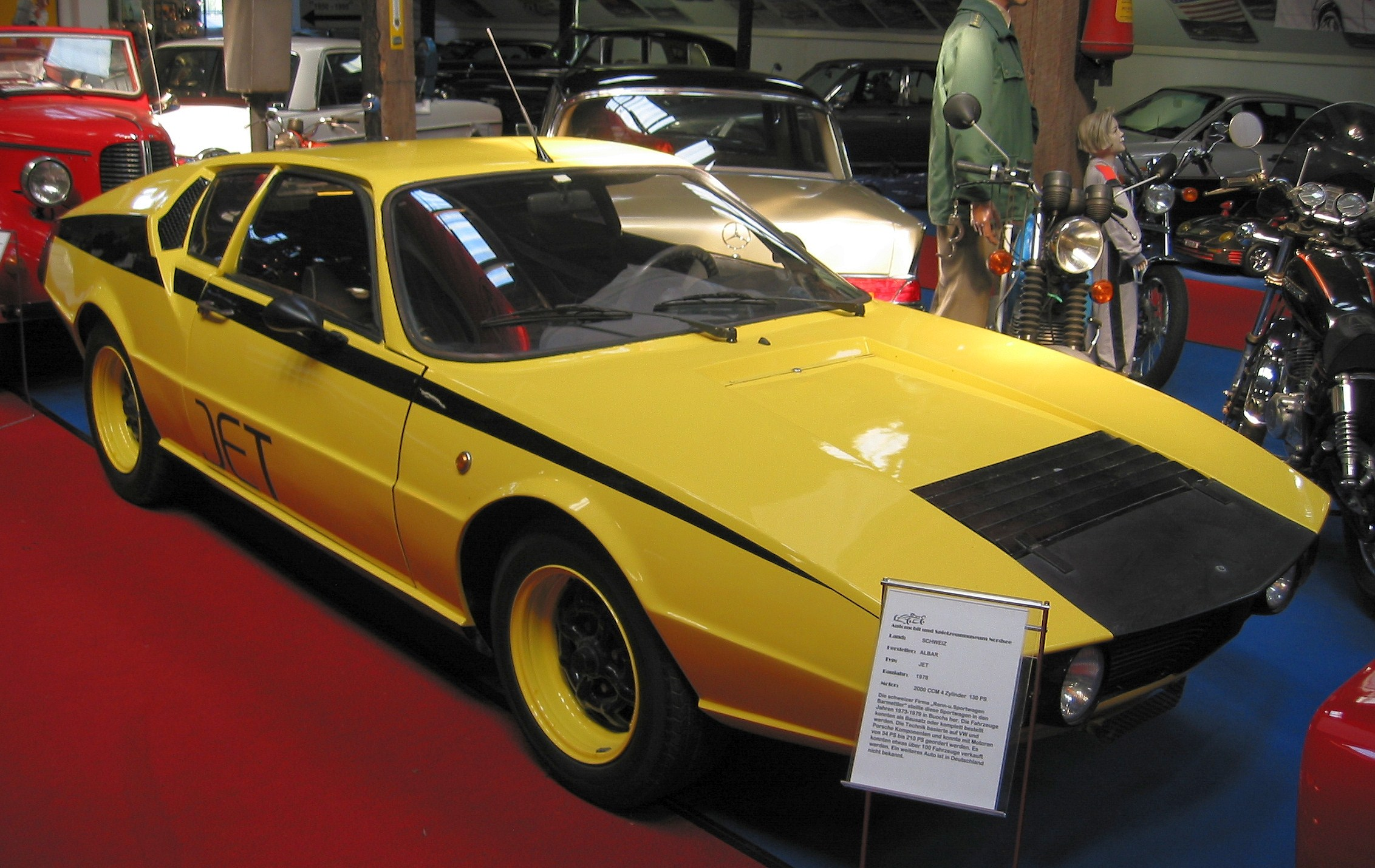
Albar Jet von 1978
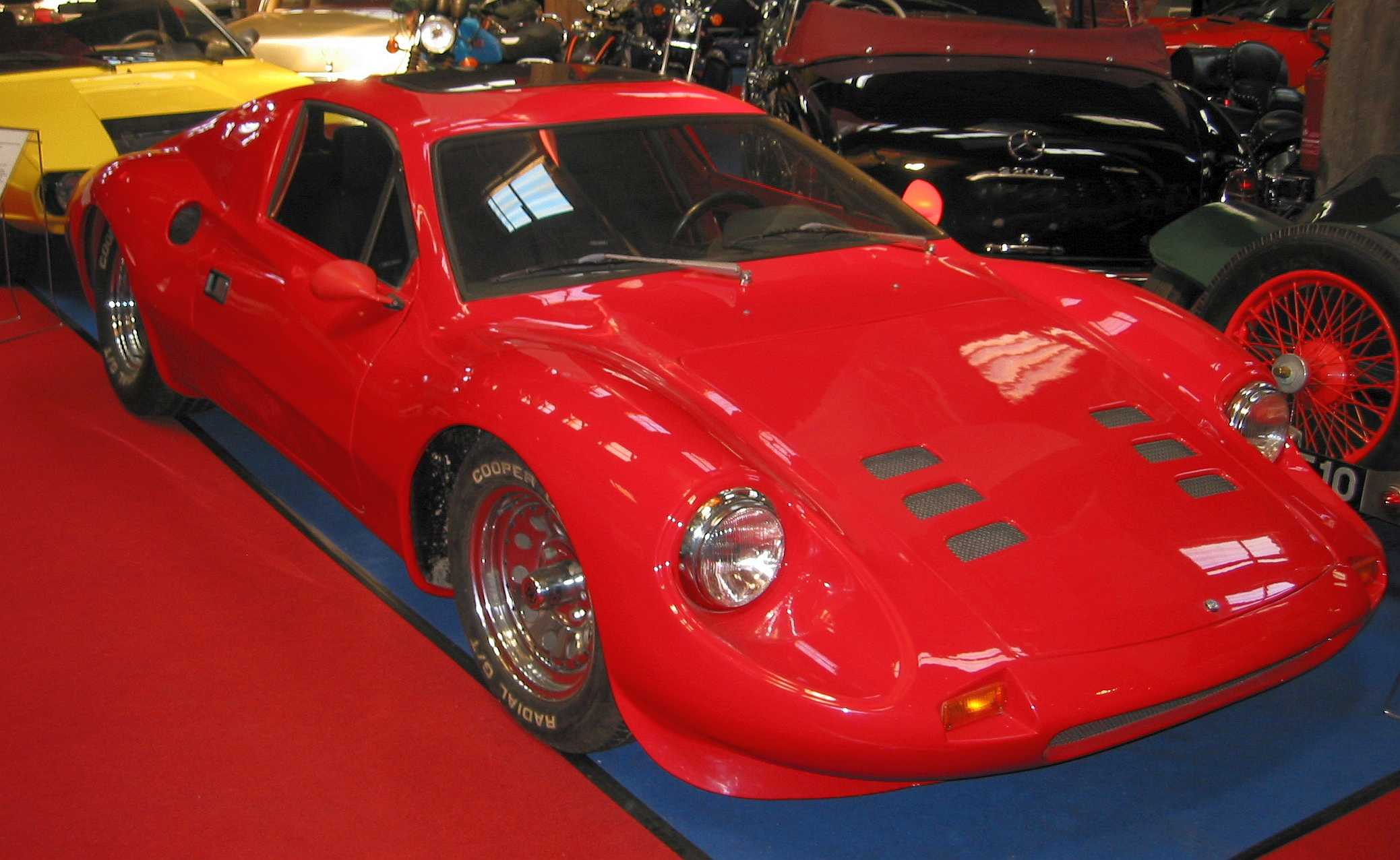
Kelmark GT von 1973
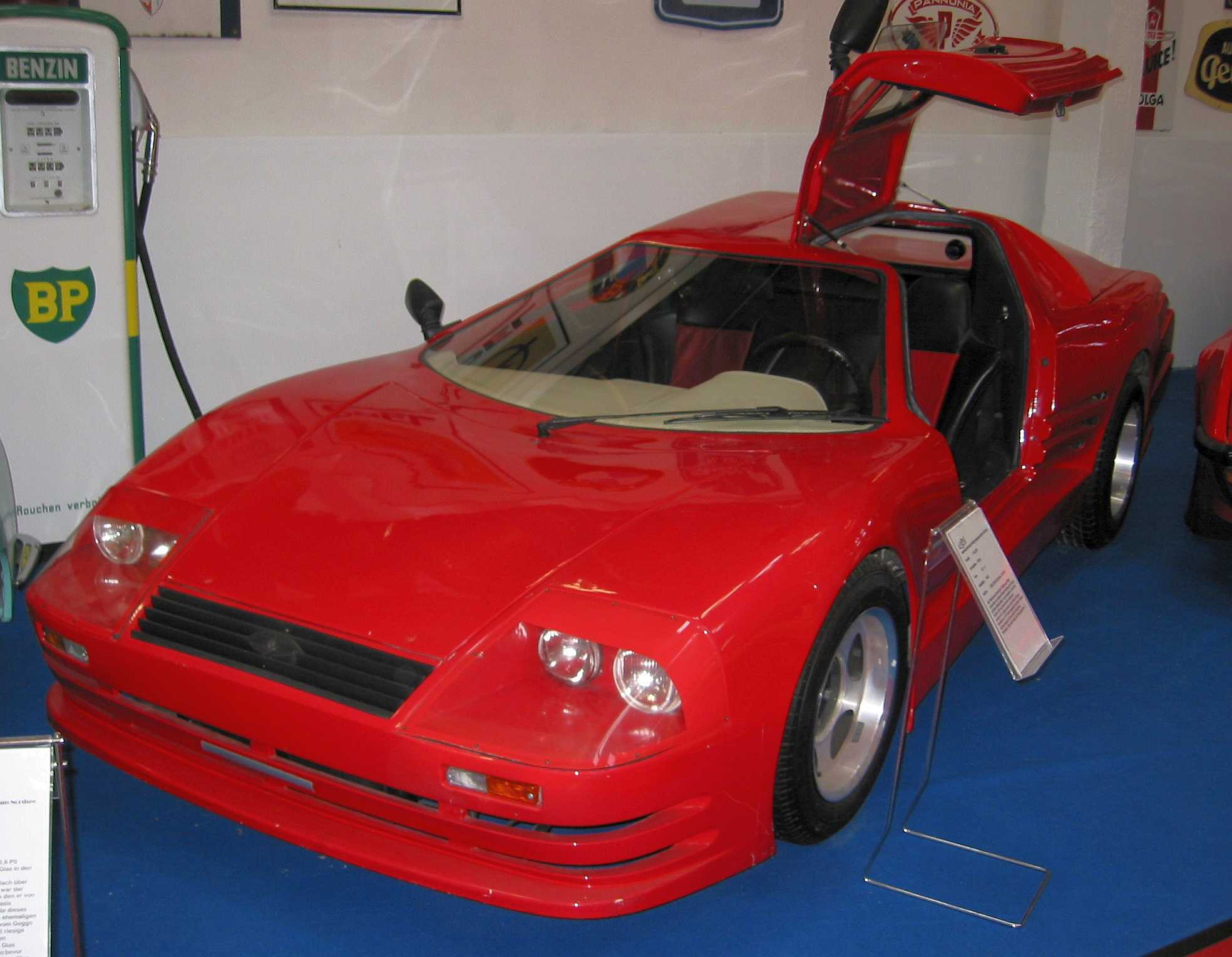
Puma GTV von 1992